# Serikzhan Muzhikov
Serikzhan Muzhikov (Taldykorgan, 17 de junio de 1989) es un futbolista kazajo que juega de centrocampista en el F. C. Okzhetpes de la Liga Premier de Kazajistán.

## Selección nacional
Muzhikov es internacional con la selección de fútbol de Kazajistán, con la que debutó en 2011.
En 2018 marcó su primer gol, en un amistoso frente a la selección de fútbol de Azerbaiyán, en el que su selección ganó por 3-0. En este mismo año jugó los dos primeros partidos que disputó su selección en la Liga de Naciones de la UEFA 2018-19, sin embargo, en el segundo encuentro, partido que empató su selección 1-1 frente a la de Andorra, fue expulsado por doble amarilla.

## Clubes
| Club                 | País       | Año       |
| -------------------- | ---------- | --------- |
| F. C. Zhetysu        | Kazajistán | 2006-2013 |
| F. C. Astana         | Kazajistán | 2014      |
| F. C. Kaisar         | Kazajistán | 2015      |
| F. C. Astana         | Kazajistán | 2015-2019 |
| F. C. Tobol Kostanai | Kazajistán | 2020-2023 |
| F. C. Zhetysu        | Kazajistán | 2024      |
| F. C. Yelimay        | Kazajistán | 2025      |
| F. C. Okzhetpes      | Kazajistán | 2025-     |